# Silistra (oblast)
Pour la ville, voir Silistra.
L'oblast de Silistra est l'un des 28 oblasti (« province », « région », « district ») de Bulgarie. Son chef-lieu est la ville de Silistra.

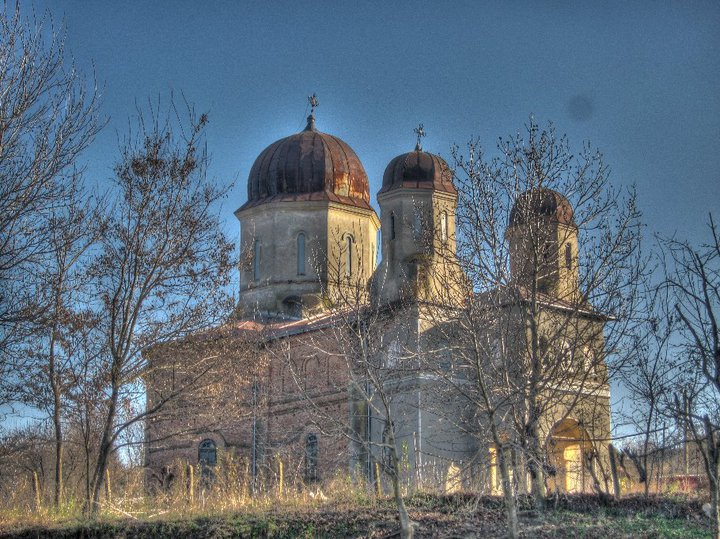
Église d'Iskra

## Géographie
La superficie de l'oblast est de 2 846 km².

## Démographie
Lors d'un recensement récent, la population s'élevait à environ 142 000 hab., soit une densité de population de 49,89 hab./km².

## Administration
L'oblast est administré par un « gouverneur régional » (en bulgare Областен управител), dont le rôle est plus ou moins comparable à celui d'un préfet de département en France. La gouverneur, nommée en septembre 2005 est Svetlana Veskova Velikova (en bulgare : Светлана Вескова Великова).

## Subdivisions

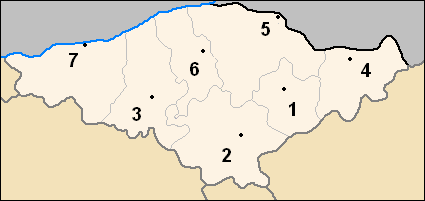
Carte des obchtini de l'oblast de Silistra

L'oblast regroupe 7 municipalités (en bulgare, община – obchtina – au singulier, Общини – obchtini – au pluriel), au sein desquelles chaque ville et village conserve une personnalité propre, même si une intercommunalité semble avoir existé dès le milieu du XIXe siècle :

## Liste détaillée des localités
Les noms de localités en caractères gras ont le statut de ville (en bulgare : град, translittéré en grad). Les autres localités ont le statut de village (en bulgare : село translittéré en selo).
Les noms de localités s'efforcent de suivre, dans la translittération en alphabet latin, la typographie utilisée par la nomenclature bulgare en alphabet cyrillique, notamment en ce qui concerne l'emploi des majuscules (certains noms de localités, visiblement formés à partir d'adjectifs et/ou de noms communs, ne prennent qu'une majuscule) ou encore les espaces et traits d'union (ces derniers étant rares sans être inusités). Chaque nom translittéré est suivi, entre parenthèses, du nom bulgare original en alphabet cyrillique.

### Alfatar (obchtina)
L'obchtina d'Alfatar groupe une ville, Alfatar, et 6 villages :
Alekovo (Алеково) ·
Alfatar (Алфатар) ·
Bistra (Бистра) ·
Koutlovitsa (Кутловица) ·
Tchoukovets (Чуковец) ·
Tsar Asen (Цар Асен) ·
Vasil Levski (Васил Левски)

### Doulovo (obchtina)
L'obchtina de Doulovo groupe une ville, Doulovo, et 26 villages :
Boil (Боил) ·
Dolets (Долец) ·
Doulovo (Дулово) ·
Grantcharovo (Грънчарово) ·
Kolobar (Колобър) ·
Kozyak (Козяк) ·
Mejden (Межден) ·
Okorch (Окорш) ·
Orechene (Орешене) ·
Oven (Овен) ·
Paisievo (Паисиево) ·
Polkovnik Taslakovo (Полковник Таслаково) ·
Poroïno (Поройно) ·
Pravda (Правда) ·
Prokhlada (Прохлада) ·
Razdel (Раздел) ·
Rouïno (Руйно) ·
Sekoulovo (Секулово) ·
Skala (Скала) ·
Tcherkovna (Черковна) ·
Tchernik (Черник) ·
Tchernolik (Чернолик) ·
Varbino (Върбино) ·
Vodno (Водно) ·
Vokil (Вокил) ·
Yarebitsa (Яребица) ·
Zlatoklas (Златоклас)

### Glavinitsa (obchtina)
L'obchtina de Glavinitsa groupe une ville, Glavinitsa, et 22 villages :
Bachtino (Бащино) ·
Bogdantsi (Богданци) ·
Ditchevo (Дичево) ·
Dolno Ryakhovo (Долно Ряхово) ·
Glavinitsa (Главиница) ·
Kalougerene (Калугерене) ·
Kolarovo (Коларово) ·
Kosara (Косара) ·
Listets (Листец) ·
Malak Preslavets (Малък Преславец) ·
Nojarevo (Ножарево) ·
Osen (Осен) ·
Padina (Падина) ·
Podles (Подлес) ·
Sokol (Сокол) ·
Soukhodol (Суходол) ·
Stefan Karadja (Стефан Караджа) ·
Tchernogor (Черногор) ·
Valkan (Вълкан) ·
Zafirovo (Зафирово) ·
Zaritsa (Зарица) ·
Zebil (Зебил) ·
Zvenimir (Звенимир)

### Kaïnardja (obchtina)
L'obchtina de Kaïnardja groupe 15 villages :
Davidovo (Давидово) ·
Dobroudjanka (Добруджанка) ·
Golech (Голеш) ·
Gospodinovo (Господиново) ·
Kaïnardja (Кайнарджа) ·
Kamentsi (Каменци) ·
Kranovo (Краново) ·
Polkovnik Tcholakovo (Полковник Чолаково) ·
Poprousanovo (Попрусаново) ·
Posev (Посев) ·
Sredichte (Средище) ·
Strelkovo (Стрелково) ·
Svetoslav (Светослав) ·
Voïnovo (Войново) ·
Zarnik (Зарник)

### Silistra (obchtina)
L'obchtina de Silistra groupe une ville, Silistra, et 18 villages :
Aïdemir (Айдемир) ·
Babouk (Бабук) ·
Balgarka (Българка) ·
Bogorovo (Богорово) ·
Bradvari (Брадвари) ·
Glavan (Главан) ·
Ïordanovo (Йорданово) ·
Kalipetrovo (Калипетрово) ·
Kazimir (Казимир) ·
Polkovnik Lambrinovo (Полковник Ламбриново) ·
Popkralevo (Попкралево) ·
Profesor Ichirkovo (Професор Иширково) ·
Sarpovo (Сърпово) ·
Silistra (Силистра) ·
Smilets (Смилец) ·
Sratsimir (Срацимир) ·
Srebarna (Сребърна) ·
Tsenovitch (Ценович) ·
Vetren (Ветрен)

### Sitovo (obchtina)
L'obchtina de Sitovo groupe 12 villages :
Bosna (Босна) ·
Dobrotitsa (Добротица) ·
Garvan (Гарван) ·
Irnik (Ирник) ·
Iskra (Искра) ·
Lyouben (Любен) ·
Nova Popina (Нова Попина) ·
Polyana (Поляна) ·
Popina (Попина) ·
Sitovo (Ситово) ·
Slatina (Слатина) ·
Yastrebna (Ястребна)

### Toutrakan (obchtina)
L'obchtina de Toutrakan groupe une ville, Toutrakan, et 14 villages :
Antimovo (Антимово) ·
Belitsa (Белица) ·
Brenitsa (Бреница) ·
Choumentsi (Шуменци) ·
Dounavets (Дунавец) ·
Nova Tcherna (Нова Черна) ·
Pojarevo (Пожарево) ·
Preslavtsi (Преславци) ·
Staro selo (Старо село) ·
Syanovo (Сяново) ·
Tarnovtsi (Търновци) ·
Toutrakan (Тутракан) ·
Tsar Samouil (Цар Самуил) ·
Tsarev dol (Царев дол) ·
Varnentsi (Варненци)